# Yiğit Bener
Yiğit Bener est un écrivain, traducteur et interprète turc né à Bruxelles en 1958. Il a grandi entre la France et la Turquie mais habite Istanbul depuis 1990.
Il a publié trois romans, deux recueils de nouvelles (dont un traduit en français par Célin Vuraler : Autres Cauchemars, Actes Sud, 2010) et de nombreux essais (dont un avec Enis Batur traduit en français par lui-même : Délires simultanés, publié en bilingue par MEET, la Maison des écrivains étrangers et traducteurs, 2017), ainsi que trois livres pour enfants. Son dernier roman, Heyulanin Donusu (Le Revenant, traduit en français par Célin Vuraler, Actes Sud, 2015) a obtenu le prix Orhan Kemal du meilleur roman en 2012. Il a également traduit plusieurs ouvrages, notamment Voyage au bout de la nuit de Louis-Ferdinand Céline (prix de la meilleure traduction, 2002).
Dans ses livres, il a abordé des thèmes comme celui des exilés du coup d'État de 1980 ; le séisme d'Izmit de 1999 qui avait fait plus de 15 000 morts ; les contradictions des adultes vues par les yeux de l’enfance ; l’altérité, à travers la confrontation et l’identification avec le monde des insectes ; la réinsertion sociale et psychologique au retour d’exil.
Il gagne sa vie comme interprète de conférence.

## Biographie
Yiğit Bener est né « par hasard » à Bruxelles, lors d’un court stage professionnel de son père dans cette ville en 1958.
Son enfance et sa scolarité seront partagées entre Ankara et Paris, où le mèneront les fonctions de son père à l’OCDE. Il obtient d'ailleurs son BEPC à Paris au Lycée Claude-Bernard en 1973 ; puis son bac à Ankara au Lycée francophone de Tevfik Fikret, en 1975. Cette même année, il s’inscrit à la Faculté de médecine de l’Université d'Ankara. Lors du coup d’état militaire de 1980, il est menacé de prison en raison de ses activités militantes et décide de s’installe à Bruxelles ; mais il ne pourra pas achever ses études et abandonne la médecine à un an du diplôme.
Après dix années d’exil (huit à Bruxelles et deux à Paris), il ne pourra retourner en Turquie qu’en 1990. Depuis, il vit à Istanbul ; il est marié et père d’une fille âgée de seize ans. Il a la double nationalité turque et française. Il gagne sa vie comme interprète de conférence et enseigne cette profession aux universités du Bosphore (Istanbul) et Bilkent (Ankara).
Ce sont ses attaches familiales qui le mènent à la littérature : son père Erhan Bener (1929-2007) et son oncle Vüs'at O. Bener (1923-2005) sont en effet deux écrivains de grande renommée en Turquie. Son premier « acte littéraire », en 1981, a d’ailleurs été la traduction en français d’un roman de son père, Bocek (Le Cafard, inédit).
Il a publié quatre romans, dont le 3e, Heyulanın dönüşü (Can Yayınları, 2011), a obtenu le prix Orhan Kemal du meilleur roman en 2012 et a été traduit en français par Célin Vuraler sous le titre Le Revenant, publié par Actes Sud (2015) ; deux recueils de nouvelles, dont Öteki kabuslar (Yapı Kredi Yayınları, 2009) qui a été traduit en français par Célin Vuraler sous le titre Autres Cauchemars et publié par Actes Sud (2010) et Öteki Düşler (Autres rêves, Can yayınları 2017) qui a obtenu le prix Yunus Nadi en 2018 ; de nombreux essais, dont un avec Enis Batur, Simültane Cinnet (Sel yayıncılık, 2015), qui a été traduit en français par lui-même sous le titres Délires simultanés et publié en bilingue par MEET, la Maison des écrivains étrangers et traducteurs, 2017 ; ainsi que trois livres pour enfants.
Yiğit Bener a également publié des essais et nouvelles dans différentes revues ; ainsi que des textes analytiques sur le travail d’autres auteurs, notamment sur les écrits de son père et de son oncle, ainsi qu’une longue analyse sur Le Zéro et l'Infini d’Arthur Koestler et de nombreuses études détaillées sur Céline et Voyage au bout de la nuit, roman qu'il a traduit en 2002.
Yiğit Bener a été l’un des cofondateurs et rédacteurs de la revue littéraire İktidarsiz (éditée mensuellement en milieu électronique (2003-2009) : www.iktidarsiz.com), où il a publié régulièrement des textes satiriques, des essais, des nouvelles, ainsi que des traductions de paroles de chansons de Georges Brassens, Jacques Brel, Barbara, Georges Moustaki, Renaud ou Charles Aznavour. Il a cosigné un recueil collectif de textes de cette revue : İktidarsiz (Babil Yayinlari, 2005).
Une sélection de ses articles de cette revue a été publiée dans un volume sous le titre de Kusursuz Gezinti (Can Yayinlari 2014).
Certains de ses textes sont disponibles en français : une nouvelle, Le Retour (traduit en français par Timour Muhiddine), a été publié dans Sur les Rives du Soleil, Galaade, 2013 ; deux essais, L'Autre et La Révolte de la sauterelle (traduit en français par Célin Vuraler) ont été publiés par La Villa Gillet, dans le cadre des Assises du roman en 2011 ; un essai, La Boîte à souvenirs (traduit en français par Célin Vuraler) a été publié par Meet, dans le cadre des rencontres de 2011. 
Il a aussi traduit en turc des écrivains comme Jean-Marie Laclavetine, Bernard-Marie Koltès, Antoine de Saint-Exupéry, Julio Cortazar ou Louis-Ferdinand Céline, ainsi que des auteurs politiques comme Ernest Mandel ou Samir Amin. Sa traduction de Voyage au bout de la nuit a obtenu le prix de la meilleure traduction en 2002 et fait l’objet d’une thèse de doctorat disponible en français (Lale Özcan, Université de Hacettepe, 2010). Il a également traduit vers le français cette fois un roman de son père, une nouvelle de son oncle et des essais d’Enis Batur.
Dans son roman publié en 2015 , « Le Revenant », Yiğit Bener observe avec détachement et humour son pays, la Turquie.
Le 1er janvier 2017 , Yigit Bener envoie un message de soutien publié dans le journal Libération  à Turhan Günay, rédacteur en chef  du quotidien «Cumhuriyet» qui accusé d’être un  «terroriste» est alors emprisonné depuis plus de deux mois à Istanbul.

## Publications

### En français
- Autres Cauchemars (traduit en français par Célin Vuraler, Actes Sud, 2010)
- L'Autre (dans Lexique nomade, Christian Bourgois éditeur, 2011)
- La Révolte de la sauterelle (traduit en français par Célin Vuraler, dans Assises du Roman, Christian Bourgois éditeur, 2011)
- La Boîte à souvenirs (traduit en français par Célin Vuraler, dans La Mémoire juste, Éditions Meet, 2011).
- Le Retour (traduit en français par Timour Muhiddine, dans « Sur les rives du soleil », Éditions Galaade, 2013)
- Rose du matin (dans « L'Autre Turquie », Éditions Galaade, 2014)
- L'Opération (dans Europe, mars 2014)
- Le Revenant (traduit en français par Célin Vuraler, Actes Sud, 2015)
- Délires simultanés (avec Enis Batur, traduit en français par Yiğit Bener, MEET, 2017)

### En turc
Romans
- Eksik taşlar, 2001, Om Yayınları
- Kırılma noktası, 2004, Yapı Kredi Yayınları
- Heyulanın dönüşü, 2011, Can Yayınları
- Acı Portakal, 2019, Can Yayınları
- Arta'da Morto (novella), 2023 Everest Yayınları

Nouvelles
- Öteki kabuslar, 2009, Yapı Kredi Yayınları
- Öteki Düşler, 2017, Can Yayınları
- Öteki Kuruntular - 2022, Everest Yayınları
- Civcivin Babası (avec Erhan Bener) - 2022, Everest Yayınları
- Titanik'in Kaptanı - 2022, Everest Yayınları

Essais
- İktidarsız, kolektif yapıt, 2005, Babil Yayınları
- Yazının Gül Dikeni Fethi Naci'ye Armağan, kolektif yapıt, 2010, İthaki Yayınları
- 12 Eylül Sabahı, kolektif yapıt, 2010, Heyamola Yayınları
- Bana Adını Söyle, kolektif yapıt - 2013, YKY
- Kalem Kitabı, kolektif yapıt - 2014, Varlık Yayınları
- Yeraltına Mektuplar, kolektif yapıt - 2014, YKY
- Kusursuz Gezinti, 2014, Can Yayinlari
- İçimizdeki Ermeni, kolektif yapıt, 2015 Can Yayınları
- Simültane Cinnet, 2015 (avec Enis Batur), Sel Yayıncılık
- Heptameron, 2017, œuvre collective - Kırmızı Kedi Yayınevi
- 444, 2020, œuvre collective - Sel Yayıncılık
- Sakar Kalem - 2022, Everest Yayınları
- Gerçeğin Artısı - 2022, Everest Yayınları

Livres pour enfants
- Özgür Rosto, 2007, Yapı Kredi Yayınları
- Yaramaz babamla Beter Amcanın Maceraları, 2015, Can Çocuk
- Matbaacılık Oyuncağı, 2015 Can Çocuk

### Traductions
- Julio Cortazar, Les discours du Casse-gueule, 2018, Kırmızı Kedi yayınları
- Antoine de Saint-Exupéry, Le petit prince, 2015, Epsilon yayınevi
- Louis-Ferdinand Céline, Voyage au bout de la nuit, 2002, Yapı Kredi Yayınları
- Michel Lequenne, Marxisme et esthétique, 2000, Yazın Yayıncılık
- Bernard-Marie Koltès, Quai Ouest, 1999, Mitos Yayınları
- Agnès Michaux, Dictionnaire misogyne, 1997, Telos Yayınları
- Jean-Marie Laclavetine, En douceur, 1995, İletişim Yayınları
- Jean-Michel Casa, Le Palais de France à Istanbul, 1995, Yapı Kredi Yayınları ; 2012, éditions du Patrimoine
- Images d’Empire, aux origines de la photographie en Turquie, ouvrage collectif, 1993, Yapı Kredi Yayınları
- Samir Amin, Le Tiers-monde, la démocratie et le socialisme, 1992, Mülkiyeliler Birliği
- Ernest Mandel, Conférence d'Istanbul, 1991, Yazın Yayıncılık
- Ernest Mandel, Conférences d'Ankara, 1991, Mülkiyeliler Birliği

## Filmographie
- Istanbul la Cosmopolite  un film diffusé sur Alsace20 [4]

## Source
1. ↑   sur hurriyet
2. ↑   sur la croix
3. ↑  Yigit  Bener, « Mon cher Turhan, que d’inepties meurtrières », Libération,‎ 1er janvier 2017 (lire en ligne, consulté le 5 octobre 2020).
4. ↑  http://www.lepetitjournal.com

- Tanzimat'tan Bugüne Edebiyatçılar Ansiklopedisi, YKY